# Schluss-s

Der Unterschied zwischen Schluss-s und langem s kann Bedeutung tragen: Wachs-tube mit Schluss-s, Wach-stube mit langem s, in Fraktur gesetzt

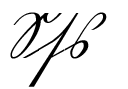
Großes S, langes s und Schluss-s in der deutschen Kurrentschrift

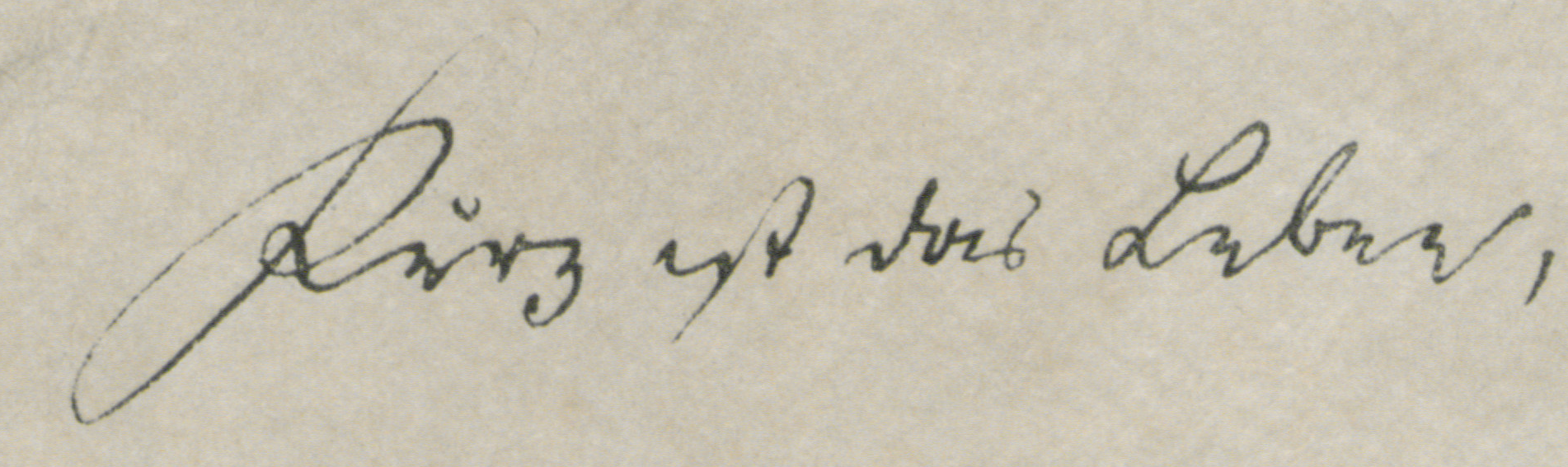
Schriftbeispiel „Kurz iſt das Leben“: Langes s und Schluss-s in Kurrentschrift des frühen 19. Jahrhunderts

Das Schluss-s, Auslaut-s, runde s oder Ringel-s ist eine typographische Variante des Buchstabens s – oder linguistisch gesagt: Es ist eine stellungsbedingte allographische Variante des Schriftzeichens (Graphems) s. Es wird in einigen gebrochenen Schriften zur Kennzeichnung des Silbenendes (Auslaut) verwendet, während innerhalb einer Silbe (Inlaut) oder am Silbenanfang (Anlaut) ein langes s („ſ“) gesetzt wird. Die Unterscheidung zwischen langem s und Schluss-s gibt es auch in Schreibschriften wie der deutschen Kurrentschrift.
Da im Deutschen das Phonem s am Wortende nie stimmhaft ausgesprochen wird, steht das Schluss-s immer für ein stimmloses („scharfes“) s (/⁠s⁠/). Aufgrund der graphischen Form wird das Schluss-s auch „rundes s“ genannt, im Gegensatz zum von der Form her „langen s“.
In der griechischen Schrift gibt es eine ähnliche Regelung: Zu Wortbeginn oder innerhalb eines Wortes (auch am Silbenanfang!) wird σ geschrieben, am Wortende (aber nicht am Silbenende innerhalb eines Wortes) ς – hier könnte man also vom Schluss-Sigma sprechen. Beispiel: Κολοσσός Ῥόδιος Kolossós Rhódios ‚Koloss von Rhodos‘.
Nähere Erläuterungen zur Geschichte der verschiedenen Formen des kleinen s finden sich in den Artikeln s und langes s.

## Orthographie

Ausschnitt aus einem Feldpost-Brief in Kurrent: „Das iſt nicht weit von Heydekrug.“

Das Schluss-s wird in folgenden Fällen verwendet:
- am Ende eines Wortes (z. B. das Haus, des Weges)
- in Wortzusammensetzungen vor dem sonst selbstständigen Teilwort (z. B. Eislaufen, Glastür)
- vor einer mit einem Konsonanten beginnenden Nachsilbe (z. B. Mäuschen, Weisheit)
- bei den Vorsilben des oder dis (z. B. Desinfektion, Distribution)
- am Silbenende vor den Buchstaben k, m, n, w oder d (z. B. Dresden, Oswald)
- wenn ein Wort auf -sk endet (z. B. grotesk, brüsk)

Das lange s steht dagegen in folgenden Fällen:
- am Anfang oder im Inneren einer Silbe (z. B. ſonſt, Maſuren)
- am Ende einer Silbe, wenn keine der Regelungen für das Schluss-s zutrifft (z. B. Waſſer, Gaſſe)
- bei Auslassungen (z. B. ich laſſ')
- bei den Lautverbindungen ſch, ſt und ſp (z. B. Knoſpe, löſchen)[1]

## Schluss-s und ß
Die Theorie des Typografen Jan Tschichold, dass das Fraktur-ß auf eine ſs-Ligatur zurückgeht, hat sich seit den 1940ern weit verbreitet. Zusammen mit der Ligatur ß („SZ“, gesprochen: Eszett) würde es in den gebrochenen Schriften zwei Lettern für das s geben. In den heute üblichen Antiqua-Schriften wird das lange s normalerweise durch ein rundes s ersetzt und die Kombination beider (ſs) meist durch ein ß. Für das deutsche Eszett der gebrochenen Schriften wurde erst im 19. Jahrhundert ein Antiqua-Gegenstück entworfen. Dagegen gibt es für eine ſs-Ligatur viel ältere Belegstellen. Die genaue Beziehung des Antiqua-ß zu Eszett und ſs-Ligatur ist umstritten.